# Camila Giangreco Campiz
Camila Giangreco Campiz (n. Asunción, Paraguay, 24 de agosto de 1996) en es una tenista profesional paraguaya.
Giangreco participó en los Juegos Olímpicos de la Juventud Nankín 2014, y al año siguiente compitió junto a Montserrat González en el torneo de tenis en los Juegos Panamericanos de 2015.
Actualmente entrena con el profesor Alfredo De Brix.

## Títulos ITF

### Individual (2)
| Leyenda             |   |
| ------------------- | - |
| Torneos de $100,000 |   |
| Torneos de $80,000  |   |
| Torneos de $60,000  |   |
| Torneos de $25,000  |   |
| Torneos de $15,000  |   |
| Torneos de $10,000  | - |

| N.º | Fecha                  | Torneo                | Superficie | Oponentes        | Resultado |
| --- | ---------------------- | --------------------- | ---------- | ---------------- | --------- |
| 1.  | 22 de octubre de 2012  | Luque, Paraguay       | Arcilla    | Anamika Bhargava | 7–5, 6–4  |
| 2.  | 6 de noviembre de 2017 | Encarnación, Paraguay | Arcilla    | Nathaly Kurata   | 6–4, 6–2  |

#### Finalistas (2)
| N.º | Fecha                 | Torneo        | Superficie | Oponentes        | Resultado        |
| --- | --------------------- | ------------- | ---------- | ---------------- | ---------------- |
| 1.  | 13 de octubre de 2014 | Lima, Perú    | Arcilla    | Bianca Botto     | 3–6, 4–6         |
| 2.  | 1 de mayo de 2017     | Cairo, Egipto | Arcilla    | Mariam Bolkvadze | 3–6, 6–3, 6–7(4) |

### Dobles (18)
| Leyenda             |   |
| ------------------- | - |
| Torneos de $100,000 |   |
| Torneos de $80,000  |   |
| Torneos de $60,000  |   |
| Torneos de $25,000  |   |
| Torneos de $15,000  |   |
| Torneos de $10,000  | - |

| N.º | Fecha                    | Torneos                       | Superficie | Pareja                  | Oponentes                                 | Resultado              |
| --- | ------------------------ | ----------------------------- | ---------- | ----------------------- | ----------------------------------------- | ---------------------- |
| 1.  | 27 de abril de 2015      | Villa del Dique, Argentina    | Arcilla    | Fernanda Brito          | Ana Victoria Gobbi Monllau Constanza Vega | 6–3, 6–7(4), [10–6]    |
| 2.  | 31 de agosto de 2015     | Duino-Aurisina, Italia        | Arcilla    | Erika Vogelsang         | Pia Brglez Sara Palčič                    | 6–2, 7–5               |
| 3.  | 21 de marzo de 2016      | São José do Rio Preto, Brasil | Arcilla    | Carolina Meligeni Alves | María Fernanda Herazo Noelia Zeballos     | 6–3, 6–4               |
| 4.  | 28 de marzo de 2016      | São José dos Campos, Brasil   | Arcilla    | Constanza Vega          | Guadalupe Pérez Rojas Nadia Podoroska     | 6–7(5), 7–6(5), [10–8] |
| 5.  | 25 de abril de 2016      | Villa del Dique, Argentina    | Arcilla    | Fernanda Brito          | Nathaly Kurata Eduarda Piai               | 6–3, 7–5               |
| 6.  | 6 de junio de 2016       | Buenos Aires, Argentina       | Arcilla    | Carolina Meligeni Alves | Sofía Blanco Constanza Vega               | 2–6, 6–2, [11–9]       |
| 7.  | 15 de agosto de 2016     | Medellín, Colombia            | Arcilla    | Fernanda Brito          | María Fernanda Herazo Carla Lucero        | 6–4, 6–2               |
| 8.  | 22 de agosto de 2016     | Cali, Colombia                | Arcilla    | Fernanda Brito          | Emily Appleton Naomi Totka                | 6–1, 6–4               |
| 9.  | 24 de octubre de 2016    | Cali, Colombia                | Arcilla    | Fernanda Brito          | María Paulina Pérez Paula Andrea Pérez    | 6–1, 6–2               |
| 10. | 16 de diciembre de 2016  | Santa Cruz, Bolivia           | Arcilla    | Fernanda Brito          | Victoria Bosio Victoria Rodríguez         | 6–2, 7–5               |
| 11. | 10 de julio de 2017      | Campos do Jordão, Brasil      | Dura       | Ingrid Gamarra Martins  | Nathaly Kurata Rebeca Pereira             | 6–3, 7–6(1)            |
| 12. | 2 de octubre de 2017     | Villa del Dique, Argentina    | Arcilla    | Fernanda Brito          | Mariana Correa Flávia Guimarães Bueno     | 6–3, 6–3               |
| 13. | 9 de octubre de 2017     | Buenos Aires, Argentina       | Arcilla    | Fernanda Brito          | Bárbara Gatica Guillermina Naya           | 7–5, 0–6, [10–5]       |
| 14. | 23 de octubre de 2017    | BLambaré, Paraguay            | Arcilla    | Fernanda Brito          | Thaisa Grana Pedretti Noelia Zeballos     | Walkover               |
| 15. | 30 de octubre de 2017    | Asunción, Paraguay            | Arcilla    | Fernanda Brito          | Nathaly Kurata Thaisa Grana Pedretti      | 7–6(7), 6–4            |
| 16. | 10 de marzo de 2018      | Campinas, Brasil              | Arcilla    | Fernanda Brito          | Marcela Zacarias Lara Escariuza           | 6-4, 4-6, 10-4         |
| 17. | 29 de julio de 2018      | Tampere, Finlandia            | Arcilla    | Bojana Marinkovic       | Polina Bakhmutkina Elena Malygina         | 1-6 6-4 [10-7]         |
| 18. | 25 de agosto de 2018     | Lambare, Paraguay             | Arcilla    | Fernanda Brito          | Barbara Gatica Rebeca Pereira             | 6-4 4-6 [10-3]         |
| 19. | 2 de septiembre de 2018  | Asunción, Paraguay            | Arcilla    | Fernanda Brito          | Anastasia Shaulskaya Marcela Bueno        | 6-0 6-2                |
| 20. | 22 de septiembre de 2018 | Buenos Aires                  | Arcilla    | Fernanda Brito          | Catalina Pella Julieta Estable            | 7-5 7-5                |